# Questão dinástica brasileira

Brasão de Armas do Império do Brasil, na versão utilizada durante o Segundo Reinado.

A Questão dinástica brasileira diz respeito à controvérsia sobre os direitos de Chefia da Casa Imperial e ao direito ao extinto Trono Imperial brasileiro.

## Histórico
Nos anos do Período Imperial brasileiro, nenhum herdeiro presuntivo da Coroa tentou casar com alguém que não fosse membro de uma Família Real, porém, já no período em exílio, em 1896, o príncipe Pedro de Alcântara de Orléans e Bragança, filho mais velho e herdeiro da Princesa Isabel, se apaixonou pela irmã de um amigo seu, a baronesa Elisabeth de Dobrzenicz. Em pouco tempo, os dois rapidamente começam a namorar e logo queriam se casar. Sua mãe, Isabel, se opôs a esse casamento: ainda que Elisabeth de Dobrzenicz fosse de família nobre do Reino da Boêmia, ela não pertencia a uma família real governante, ou que já tivera sido governante. Adotando uma interpretação restrita acerca do casamento morganático, a Princesa Isabel ordenou que se fosse da vontade do filho casar-se com a baronesa, este antes teria que renunciar a seus direitos dinástico, bem como o seu lugar e o de sua descedencia na linha de sucessão ao extinto trono imperial brasileiro. Assim Pedro de Alcântara o fez, e renunciou em favor de seu irmão, o príncipe Luís, a quem seus pais depositavam esperanças na causa monarquica no Brasil, pois Pedro de Alcântara pouco mostrava interesse na causa.
Luís, agora herdeiro do trono, se casaria dentro das normas das famílias reais, com a princesa Maria Pia das Duas Sicílias, assim como seus pais, avós e seus ancestrais haviam se casado. Seria, portanto, uma tradição a ser mantida por seus descendentes; um costume.
Com a morte de Isabel em 1921, lhe sucedeu seu neto, Pedro Henrique de Orléans e Bragança, filho de Luís, pois este morre prematuramente antes de sua mãe em decorrência de um doença contraída nas trincheiras durante a Primeira Guerra Mundial. Pedro Henrique foi o chefe da casa imperial até sua morte em 1981, sendo sucedido por seus descendentes.
Pedro de Alcântara, durante sua vida, nunca repudiou sua renuncia, e afirmava que o herdeiro do trono era seu sobrinho Pedro Henrique. Porém, uma disputa dinástica teve início em 1946, após a morte de Pedro de Alcântara, quando seu filho mais velho Pedro Gastão, que nunca aceitou a renúncia do pai em favor do tio, repudiou a renúncia e reivindicou a Chefia da Casa Imperial brasileira. Após sua morte em 2007, seu filho mais velho, Pedro Carlos e os seus filhos declararam-se republicanos, acabando assim com a disputa.

### Instrumento de renúncia
O documento de renúncia, assinado em três vias, foi expedido ao Diretório Monárquico do Brasil, organismo oficial criado para cuidar dos interesses monárquicos no país:

Príncipe Dom Pedro de Alcântara de Orléans e Bragança.
Eu o Principe Dom Pedro de Alcantara Luiz Philippe Maria Gastão Miguel Gabriel Raphael Gonzaga de Orléans e Bragança, tendo maduramente reflectido, resolvi renunciar ao direito que pela Constituição do Imperio do Brazil promulgada a 25 de Março de 1824 me compete à Corôa do mesmo Pais. Declaro pois que por minha muito livre e espontanea vontade d’elle desisto pela presente e renuncio, não só por mim, como por todos e cada um dos meus descendentes, a todo e qualquer direito que a dita Constituição nos confere á Corôa e Throno Brazileiros, o qual passará ás linhas que se seguirem á minha conforme a ordem de successão estabelecida pelo Art. 117. Perante Deus prometto por mim e meus descendentes manter a presente declaração.

Cannes, 30 de Outubro de 1908
Assinado: Pedro de Alcântara de Orléans e Bragança

## Validade da renúncia
No Brasil, a maioria dos monarquistas e diretórios ligados à Restauração da Monarquia, entendem que o instrumento de Renúncia de 1908 é juridicamente válido, e que é, inclusive, reconhecido pelas casas reais do Reino Unido, Espanha, Bélgica, França, Portugal entre outras.
O Conde d'Eu teria procurado garantir-lhe o status principesco para que os descendentes de seu filho mais velho, Pedro de Alcântara, pudessem continuar a se casar com dinastas de outras Casas. Assim, em 26 de abril de 1909, um ano após a renúncia de Pedro de Alcântara, foi assinada a Declaração de Bruxelas, pela qual a Casa Real da França – a qual o Conde d'Eu fazia parte por nascimento – reconhecia a criação do título de Príncipe de Orléans e Bragança, cuja primazia vigoraria entre os descendentes de D. Pedro de Alcântara. 

## Saxe-Coburgo-Bragança

Brasão do ramo Saxe-Coburgo-Bragança.

Outro ramo que busca reaver seus direitos sucessórios é o de Saxe-Coburgo e Bragança, formados pelos descendentes da princesa Leopoldina, segunda filha de D. Pedro II. Quando da morte prematura de Leopoldina, seus dois filhos mais velhos, Pedro Augusto e Augusto Leopoldo, foram levados ao Brasil e criados príncipes brasileiros com direito na linha de sucessão. D. Pedro Augusto morre solteiro e sem descendência. Já Augusto Leopoldo casou-se com a arquiduquesa Carolina da Áustria-Toscana, e tiveram oito filhos, do qual a única que manteve a nacionalidade brasileira, Teresa Cristina, sucedeu seu tio, Pedro Augusto, como chefe do ramo.
A princesa Teresa Cristina casou-se com o barão Lamoral Taxis de Bordogna e Valnigra, descumprindo assim as regras da casa imperial. Porém, seu filho e herdeiro, Carlos Tasso de Saxe-Coburgo e Bragança, buscou reaver seus direito mantendo nacionalidade brasileira para sí e para seus descendentes, e casou-se dinasticamente com a arquiduquesa Walburga de Áustria-Toscana.